# Gerd Müller
Gerhard »Gerd« Müller, nemški nogometaš in trener, * 3. november 1945, Nördlingen, Nemčija, † 15. avgust 2021.
Gerd Müller je bil eden izmed najboljših nogometašev na svetu, saj je na drugem mestu večne lestvice najboljših strelcev na svetovnih nogometnih prvenstvih z dvanajstimi goli, takoj za Brazilcem Ronaldom. Njegov vzdevek je Der Bomber der Nation (»bombnik naroda«). Največje uspehe je dosegal v dresu Bayerna in nemške reprezentance.